# Matteo Ciofani
Matteo Ciofani (Avezzano, 26 febbraio 1988) è un allenatore di calcio ed ex calciatore italiano, di ruolo difensore, tecnico in seconda della formazione primavera della Triestina.

## Biografia
È fratello minore di Daniel Ciofani, ex attaccante che ha giocato in Serie A con le maglie di Frosinone e Cremonese; i due hanno giocato insieme al Pescara e al Frosinone.

## Caratteristiche tecniche
Nasce difensore centrale, ma può giocare anche come terzino destro.

## Carriera

### Calciatore
Nella stagione 2006-2007 gioca quattro partite in Serie B, con il Pescara con il quale retrocede. Nel gennaio 2008 viene ceduto in prestito al Bitonto in Serie D. Finito il prestito viene ceduto sempre in prestito in Serie D all'Angolana dove colleziona 32 presenze e 2 gol.
Nel 2009 viene acquistato dall'Ascoli, dove milita per tre stagioni, prima di rimanere svincolato. Il 1º novembre 2012 viene ingaggiato in Serie B dalla Ternana; nonostante nel corso dell'annata riesca a dimostrarsi un buon rincalzo, a fine stagione non gli viene rinnovato il contratto ritrovandosi nuovamente svincolato.
L'11 luglio 2013 si accorda con il Frosinone, con il quale conquista la promozione in Serie B. Il 31 maggio 2015, in seguito alla prima storica promozione in Serie A del club frusinate, diventa cittadino onorario di Frosinone insieme al resto della squadra.
Il 16 agosto 2018, viene ceduto al Pescara ritornando nella squadra dove ha iniziato la carriera. Debutta il 25 agosto nella trasferta in casa della Cremonese (1-1). Va a segno proprio all'ultimo turno, l'11 maggio 2019, segnando il secondo gol nel successo sulla Salernitana che consente agli abruzzesi di qualificarsi per i play-off.
Il 29 gennaio 2020 viene acquistato a titolo definitivo dal Bari. Il suo debutto in maglia biancorossa arriva il 2 febbraio 2020 col Virtus Francavilla segnando il goal del 2-0 con un mancino di prima al limite dell'area di rigore.
Il 1º luglio 2021 si trasferisce al Modena, con cui firma un biennale. Al termine della stagione 2021-2022, ottiene la promozione in Serie B con i canarini.
Il 24 agosto 2022 passa a titolo definitivo alla Triestina, sua ultima esperienza da calciatore.

### Allenatore
Dall'estate 2024 diventa vice allenatore della squadra U.19 della Triestina alle dipendenze di Giuseppe Marino e per 4 gare, ad ottobre 24 il tandem assume, ad interim, anche la guida tecnica della prima squadra. Nell’ottobre del 2024 consegue la qualifica UEFA B che consente di essere tesserati come collaboratori negli staff di Serie A e B e di essere allenatori in seconda in Serie C oltre a poter allenare tutte le prime squadre fino alla Serie D.

## Statistiche

### Presenze e reti nei club
| Stagione         | Squadra          | Campionato       | Campionato | Campionato | Coppe nazionali | Coppe nazionali | Coppe nazionali | Coppe continentali | Coppe continentali | Coppe continentali | Altre coppe | Altre coppe | Altre coppe | Totale | Totale |
| Stagione         | Squadra          | Comp             | Pres       | Reti       | Comp            | Pres            | Reti            | Comp               | Pres               | Reti               | Comp        | Pres        | Reti        | Pres   | Reti   |
| ---------------- | ---------------- | ---------------- | ---------- | ---------- | --------------- | --------------- | --------------- | ------------------ | ------------------ | ------------------ | ----------- | ----------- | ----------- | ------ | ------ |
| 2006-2007        | Pescara          | B                | 4          | 0          | CI              | 0               | 0               | -                  | -                  | -                  | -           | -           | -           | 4      | 0      |
| 2007-gen. 2008   | Pescara          | C1               | 1          | 0          | CI-C            | 0               | 0               | -                  | -                  | -                  | -           | -           | -           | 1      | 0      |
| gen.- giu. 2008  | Bitonto          | D                | 9          | 0          | CI-D            | 0               | 0               | -                  | -                  | -                  | -           | -           | -           | 9      | 0      |
| 2008-2009        | R.C. Angolana    | D                | 32         | 2          | CI-D            | 0               | 0               | -                  | -                  | -                  | -           | -           | -           | 32     | 2      |
| 2009-2010        | Ascoli           | B                | 15         | 0          | CI              | 1               | 0               | -                  | -                  | -                  | -           | -           | -           | 16     | 0      |
| 2010-2011        | Ascoli           | B                | 25         | 1          | CI              | 2               | 0               | -                  | -                  | -                  | -           | -           | -           | 27     | 1      |
| 2011-2012        | Ascoli           | B                | 30         | 1          | CI              | 2               | 0               | -                  | -                  | -                  | -           | -           | -           | 32     | 1      |
| Totale Ascoli    | Totale Ascoli    | Totale Ascoli    | 70         | 2          |                 | 5               | 0               |                    | -                  | -                  |             | -           | -           | 75     | 2      |
| nov. 2012-2013   | Ternana          | B                | 11         | 0          | CI              | 0               | 0               | -                  | -                  | -                  | -           | -           | -           | 11     | 0      |
| 2013-2014        | Frosinone        | 1D               | 27+5       | 1          | CI+CI-LP        | 4+0             | 0               | -                  | -                  | -                  | -           | -           | -           | 36     | 1      |
| 2014-2015        | Frosinone        | B                | 29         | 1          | CI              | 1               | 0               | -                  | -                  | -                  | -           | -           | -           | 30     | 1      |
| 2015-2016        | Frosinone        | A                | 18         | 0          | CI              | 0               | 0               | -                  | -                  | -                  | -           | -           | -           | 18     | 0      |
| 2016-2017        | Frosinone        | B                | 29+2       | 1          | CI              | 0               | 0               | -                  | -                  | -                  | -           | -           | -           | 31     | 1      |
| 2017-2018        | Frosinone        | B                | 39+4       | 3          | CI              | 2               | 0               | -                  | -                  | -                  | -           | -           | -           | 45     | 3      |
| Totale Frosinone | Totale Frosinone | Totale Frosinone | 142+11     | 6          |                 | 7               | 0               |                    | -                  | -                  |             | -           | -           | 160    | 6      |
| 2018-2019        | Pescara          | B                | 24         | 1          | CI              | 2               | 0               | -                  | -                  | -                  | -           | -           | -           | 26     | 1      |
| 2019-gen. 2020   | Pescara          | B                | 11         | 1          | CI              | 0               | 0               | -                  | -                  | -                  | -           | -           | -           | 11     | 1      |
| Totale Pescara   | Totale Pescara   | Totale Pescara   | 40         | 2          |                 | 2               | 0               |                    | -                  | -                  |             | -           | -           | 37     | 2      |
| gen.-lug. 2020   | Bari             | C                | 7+3        | 1          | CI-C            | -               | -               | -                  | -                  | -                  | -           | -           | -           | 10     | 1      |
| 2020-2021        | Bari             | C                | 26+3       | 2          | CI              | 2               | 0               | -                  | -                  | -                  | -           | -           | -           | 31     | 2      |
| Totale Bari      | Totale Bari      | Totale Bari      | 39         | 3          |                 | 2               | 0               |                    | -                  | -                  |             | -           | -           | 41     | 3      |
| 2021-2022        | Modena           | C                | 33         | 1          | CI-C            | 2               | 0               | -                  | -                  | -                  | SC-C        | 2           | 0           | 37     | 1      |
| ago. 2022        | Modena           | B                | 0          | 0          | CI              | 1               | 0               | -                  | -                  | -                  | -           | -           | -           | 1      | 0      |
| Totale Modena    | Totale Modena    | Totale Modena    | 33         | 1          |                 | 3               | 0               |                    | -                  | -                  |             | 2           | 0           | 38     | 1      |
| ago. 2022-2023   | Triestina        | C                | 28+1       | 0          | CI-C            | 1               | 0               | -                  | -                  | -                  | -           | -           | -           | 30     | 0      |
| 2023-2024        | Triestina        | C                | 21+1       | 0          | CI-C            | 1               | 0               | -                  | -                  | -                  | -           | -           | -           | 23     | 0      |
| Totale Triestina | Totale Triestina | Totale Triestina | 49+2       | 0          |                 | 2               | 0               |                    | -                  | -                  |             | -           | -           | 53     | 0      |
| Totale carriera  | Totale carriera  | Totale carriera  | 419+19     | 16         |                 | 21              | 0               |                    | -                  | -                  |             | 2           | 0           | 464    | 16     |

## Palmarès

### Club

#### Competizioni nazionali
- Serie C: 1

Modena: 2021-2022 (girone B)
- Supercoppa Serie C: 1

Modena: 2022